# 成果物
成果物 (せいかぶつ、英: deliverable)とは、顧客（内部または外部）に提供することを目的としたプロジェクトの結果として生成された有形または無形の商品またはサービスのことを指す 。 成果物は、レポート、文書、ソフトウェア製品、サーバーアップグレード、またはプロジェクト全体のその他の構成要素である。 成果物は、複数の小さな成果物で構成されていることもある。成果物は、達成される結果（「企業は今年利益を上げることは成果物であると言っている」のように）または提供される出力（「完了したプロジェクトの成果物は専用の電子機器とその制御ソフトウェアで構成されている」のように）のいずれかである。
一部の成果物は、最初に完了する他の成果物に依存する。これは、複数の連続するマイルストーンを持つプロジェクトで一般的である。 成果物とマイルストーンを分割管理することで、多くの時間の節約が可能になり、プロジェクト全体の最終供給期間が大幅に短縮される。このような場合の設計活動では、図面上では、まだ設計されていない部品の周りに「雲」を付けて、「この部品は後で調査する」と表現することができる。完了した部分は、スポンサーに先に「配達」することができる。
成果物はプロジェクトのマイルストーンとは異なる。マイルストーンは成果に向けた進捗状況の測定値だが、成果物は顧客またはスポンサーに提供されるアウトプットである。 典型的なプロジェクトの場合、マイルストーンは製品設計の完了であり、成果物は製品の技術図または詳細設計レポートである。
技術プロジェクトでは、成果物はさらにハードウェア、ソフトウェア、または設計ドキュメントとして分類される。契約を行うプロジェクトでは、成果物は、契約データ要件リストの項目や作業範囲記述書 (SOW)に記載されている項目など、契約文書で指定された項目を指す。